# Misi Mókus kalandjai (film)
A Misi Mókus kalandjai 1984-ben bemutatott magyar bábfilm, amely az azonos című 1982-ben futott magyar televíziós bábfilmsorozat egyrészes hosszú változata. Az animációs játékfilm rendezője Foky Ottó, producere Nádasi László. A forgatókönyvet Mészöly Miklós írta, a zenéjét Pethő Zsolt szerezte. A forgatókönyv Tersánszky Józsi Jenő azonos című meseregénye alapján íródott. A mozifilm a Pannónia Filmstúdió gyártásában készült, a MOKÉP forgalmazásában jelent meg. Műfaja kalandfilm és mesefilm.
Magyarországon 1984. január 19-én mutatták be a hazai mozikban.

## Cselekmény
Misi mókus más, mint testvérei, külsőre és belsőre egyaránt. Születésétől kezdve különbözik mókustársaitól, mert fekete a farka. Természete vidám, örökké kíváncsi, rakoncátlan és lusta. Tanulni sem szeret. Miután elég borsot tört szülei, testvérei és a tanító bácsi orra alá, iskola helyett elmegy világgá, hogy megkeresse az örökké termő fát. Úgy gondolja ugyanis, hogy aki a fa árnyékában él, annak sohasem kell dolgoznia, tanulnia, hiszen csak a száját kell kitátania, s a finom falatok mindjárt belepottyannak.
Elszökve otthonról Misi a város parkjában megdobálja a járókelőket, elfogják, és egy kalickába zárják. A kisállatkereskedésből egy családhoz kerül, de nem hagyja magát eltéríteni céljától. Kiszabadul és egy teherautóba "botlik", amellyel  eljut a tengerpartra, egy dobozban. Innen hajóval utazik tovább Afrikába, ahol Szajkó néni szerint az örökké termő fa van.
Partot érve találkozik Ottmárral az idős tudóssal, aki teveháton kutatja Afrika lényeit. Misi elmeséli, hogy ő miért jött erre a földrészre, és egy darabig együtt utaznak.
Találkozik a kis majommal, Bumbával, aki az utat őrzi egy kegyetlen krokodil (Krokó) elől: ha az éhes vadállat megjelenik a távolban, Bumba jelzi, s mindnyájan időben kereket oldhatnak. Misi megleckézteti Krokót: Bumba jelzőtárcsáját kitátott szájába dugja.
Ezután Bumbával már ketten keresik az örökké termő fát. Útjuk során az óriáskígyó (Ká) is meg akarja őket enni, ekkor a kis majom furfanggal menti meg mindkettőjüket. Találkoznak az elefánttal majd a bölccsel, akitől útbaigazítást kapnak, hol találják a keresett fát. Ismét találkoznak Ottmáral, és egy barlangon keresztül folytatják útjukat, ahol találkoznak a Sárkány családdal, az éneklő békákkal, akik tovább mutatják neki az utat.
Misi gyedül folytatja útját. Találkozik Hugóval a vízilóval, aki átviszi hátán az örökké termő fa szigetére, ám a lakói csalódást okoznak neki. Igaz, hogy a fa pazar lakomát ad, de csupa elhízott, eltunyult, már játszani sem tudó és buta mókusok lakják. Misi rájön, hogy messze van a szüleitől, testvéreitől, játszótársaitól...
Hazafelé újra találkozik Otmárral és Bumbával. Hogy legyen pénzük hajójegyre, beállnak egy cirkuszba póznamászó versenyezni. Bumba ott is marad mint új attrakció.
Sok tapasztalattal tér vissza Misi az otthonába, s az iskolapadba. Belátja, hogy érdemes megtanulni, hogyan kell megszerezni azt, amire szüksége van, ott, ahol nincsenek örökké termő fák.

## Alkotók
- Tersánszky Józsi Jenő meséje alapján írta: Mészöly Miklós
- Dramaturg: Szentistványi Rita
- Rendezte és tervezte: Foky Ottó
- Zeneszerző: Pethő Zsolt
- Operatőr: Bayer Ottmár
- Hangmérnök: Nyerges András Imre
- Hangasszisztens: Zsebényi Béla
- Vágó: Czipauer János
- Vágóasszisztens: Pauka Valéria
- Animátor: Doboki László, Zoltán Annamária
- Bábkivitelezők: Krakovszky Mária, Szabó László
- Díszletkivitelezők: Kovács Árpád, Kováts Tamás, Sánta Béla
- Fővilágosító: Mazács Miklós
- Színes technika: Bederna András
- Gyártásvezető: Dreilinger Zsuzsa
- Produkciós vezető: Nádasi László

A Pannónia Filmstúdió készítette.

## Szereplők
- Misi Mókus: Kútvölgyi Erzsébet
- Misi testvérei: Benkő Márta, Borbás Gabi, Szirtes Ági
- Mókus apó: Horváth Gyula
- Mókus Minyó (Misi édesanyja): Kelemen Éva
- Mókus tanár úr: Miklósy György
- Misi osztálytársai: ?
- Rókus mókus bácsi: Kaló Flórián
- Szajkó néni Tábori Nóra
- Gyümölcsárus: Balázs Péter
- Öregasszony: Pártos Erzsi
- Parkőr: Suka Sándor
- Éleslátású fiú: Pálok Sándor
- Madarász: Szombathy Gyula
- Macskák a madarász boltjában: Detre Annamária, Esztergályos Cecília
- Papagáj a madarász boltjában: Tábori Nóra
- Vásárló: Somogyvári Pál
- Vásárló fia: Kovács Klára
- Vásárló felesége: Géczy Dorottya
- Macska a vásárló padlásán: Bodrogi Gyula
- Teherautó sofőr: Mikó István
- Rakodómunkások: Basilides Zoltán, Makay Sándor
- Hajókandúr: Szacsvay László
- Dániel (albatrosz): Szabó Gyula
- Ottmár (őslénykutató): Zenthe Ferenc
- Sámuel (teve): Balázs Péter
- Bumba (majom): Gálvölgyi János
- Krokó (krokodil): Benedek Miklós
- Ká (kígyó): Pathó István
- Kacifánt (elefánt): Képessy József
- Apa-pirra-soka-tir (bölcs): Suka Sándor
- Sárkány Omár (béka): Maros Gábor
- Sárkány családtagok: Bergendy-együttes
- Hugó (víziló): Csákányi László
- Kövér mókusok az örökké termő fánál: Gyurkovics Zsuzsa, Hacser Józsa, Mányai Zsuzsa
- Cirkuszigazgató: Haumann Péter
- Maki Mókus: Földessy Margit

## Érdekességek
- A filmből kimaradtak egyes jelenetek és szereplők, amelyek az eredeti sorozatban voltak:
  - Misit kerestetik aggódó szülei, így a rendőrkutya is teljesen hiányzik a filmből,
  - a kövér mókusokra rászállnak a darazsak, amelyeket Misi elkerget, majd megtanítja őket, hogyan kergessék el a darazsakat és tisztítsák meg poros bundájukat,
  - Misi találkozik a struccal, aki megeszi Ottmár pénzét,
  - hazafelé a Hajókandúr bemutatja Misinek a csapatát, amelyhez egy egér is csatlakozna.
- Eltérések a sorozathoz képest:
  - az eredeti sorozatban gyümölcsök hullanak le az örökké termő fáról, az egész estés változatban pedig torták és sütemények,
  - a kövér mókusok az eredeti sorozatban hárman voltak, a filmben pedig négyen,
  - az eredeti sorozatban Aladár a víziló neve, a filmben pedig Hugó,
  - az eredeti sorozatban néhány szereplőnek más volt a szinkronhangja pl.: Rókus mókus bácsi – Horesnyi László, Mókus tanár úr – Szabó Ottó, Aladár (Hugó) víziló – Képessy József,
  - a film elején, mielőtt a mókusgyerekek mosakodni kezdenének megjelenik pár másodpercre egy szarvas és egy mackó is, akik a sorozatban csak akkor tűnnek fel, amikor Misi hazaérkezik útjáról (mielőtt megérkezne az iskolába).

## Televíziós megjelenések
HBO, M2 